# Nihal Yeğinobalı
Nihal Yeğinobalı, alternativ Nihal Yeginobalı (n. 16 noiembrie 1927, Manisa, Turcia – d. 14 martie 2020, Istanbul, Turcia), a fost o scriitoare turcă.

## Biografie
S-a născut în orașul Manisa și s-a mutat la Istanbul când avea opt ani. A urmat Colegiul American pentru Fete (ACG45, acum Robert College), iar după absolvire a plecat în SUA pentru a studia literatură la State University din New York. Când s-a întors în Turcia, a început să publice traduceri ale operelor literare universale (clasice și contemporane), având peste o sută de lucrări traduse.
În urmă cu mai bine de cincizeci de ani, ea a fost una dintre cele mai proeminente figuri ale literaturii, sub un nume diferit: Vincent Ewing. Era o tânără de douăzeci de ani când a publicat primul ei roman Genç Kızlar (Fete tinere), care a fost un exemplu de traducere fictivă. Avea o personalitate puternică, deoarece puține fete de vârsta ei erau capabile să vorbească cu redactorii unei edituri pentru a tipări traducerea unei cărți noi și interesante a unui scriitor american, un scriitor care nu a existat niciodată.
Yeginobali, o scriitoare tânără și înfocată în acea vreme, a vrut să scrie un roman despre viața la un colegiu de fete, dar s-a săturat să fie refuzată de editurile care îi spuneau că este prea tânără pentru a fi scriitoare. De asemenea, a simțit că erotismul existent în scrierea ei ar putea fi considerat excesiv de către cititorii din acea vreme, mai ales dacă s-ar fi aflat că provenea de la o tânără turcoaică. Conștientă că romanele traduse erau mult mai solicitate decât scrierile noilor scriitori turci, ea a reușit să convingă o editură să aștepte un capitol de traducere din cartea lui Vincent Ewing în fiecare săptămână. Cartea a ajuns în cel mai scurt timp pe lista bestsellerurilor. Deși Yeginobali intenționa inițial să își dezvăluie identitatea, a decis să-și continue jocul după ce cartea ei a beneficiat de un mare interes public și să se bucure de recenziile favorabile ale criticilor.
În cele din urmă, în anul 2004, cu ocazia reeditării romanului de către Can Yayınları, Yeginobali a decis că a venit momentul să-și adauge propriul nume, alături de cel al lui Vincent Ewing. Noua ediție a cărții se numără printre cele mai vândute romane ale editurii. Nihal Yeğinobalı și-a scris recent memoriile, intitulate Cumhuriyet Çocukları (Copiii Republicii) și publicate de Can Yayınları. Descriind primii zece ani din viața ei, memoriile lui Yeginobali oferă cititorului o imagine vie a vieții dintr-un mic oraș anatolian în primii ani ai Republicii Turce. Cineaștii sunt interesați în prezent de celelalte două romane ale sale: Mazi Kalbimde bir Yaradır (1988) și Sitem (1997) care sugerează lecturi subtile ale sexualității reprimate în societatea turcă.

## Lucrări majore
- Genç Kızlar (roman)
- Mazi Kalbimde Bir Yaradır (roman, 1988)
- Sitem (roman, 1997)
- Belki Defne (roman, 2005)
- Gazel (roman, 2007)
- Cumhuriyet Çocuğu (memorii)